# DC Showcase: The Spectre
The Spectre es un cortometraje de animación de 2010, dirigido por Joaquim Dos Santos y escrito por Steve Niles. Gary Cole interpretó al detective Jim Corrigan, cuyos sospechosos son llevados ante la justicia por su alter ego, El Espectro. La película, que fue lanzada el 23 de febrero de 2010 como una característica adicional en el DVD Justice League: Crisis on Two Earths, fue la primera de la serie DC Showcase y se incluyó en el DVD recopilatorio DC Showcase Original Shorts Collection en una versión extendida.

## Argumento
Foster Brenner, un exitoso productor de cine, muere a causa de una bomba escondida debajo del trampolín de su piscina. El detective del Departamento de Policía de Los Ángeles, Jim Corrigan, quien tenía una relación con la hija de Foster, Aimee, comienza a investigar a pesar de que el caso ha sido asignado a otro oficial. Jim entrevista a Flemming, el mayordomo de Brenner, quien le muestra imágenes de seguridad de dos hombres con pasamontañas entrando al complejo y colocando la bomba. Jim pregunta si Brenner tenía enemigos, y Flemming responde que cualquier hombre tan rico y poderoso tiene muchos. Él le dice que varios de los colaboradores de Brenner desde hace mucho tiempo fueron excluidos de sus últimas películas y estaban muy descontentos por ello.
Esa noche, en un almacén de efectos especiales, un hombre llamado Drew Flynn ve a un hombre que se parece al difunto Foster, quien lo acusa de su asesinato y se transforma en El Espectro. El Espectro usa sus poderes para animar los modelos y los monstruos de películas animatrónicas para atacar a Flynn, y lo mata con un gigantesco robot gorila. El Espectro luego confronta y mata a otro sospechoso, Peter McCoy, controlando su auto reparador y aplastándolo con él, antes de tomar una maleta de dinero.
Al llegar a la casa de Aimee sin ser detectado al atravesar la pared, Jim le dice a Aimee que ella es lo suficientemente buena como para ser actriz en las películas de su padre. Al enterarse de que Aimee era responsable de dar el código de acceso correcto para el patrimonio de su padre a Flynn y McCoy, Jim abre el maletín y le muestra el dinero. Aimee intenta distraer a Jim preguntándole si todavía pueden estar juntos mientras saca una pistola del cajón del escritorio, pero Jim se niega. Aimee luego le dispara, pero las balas pasan inofensivamente a través de su cuerpo. Jim afirma fríamente que ya está muerto antes de transformarse en el Espectro. Cuando Aimee intenta huir, el Espectro la mata atrapándola en un ciclón de dinero, lo que la hace desangrarse hasta morir por ser cortada y marcada repetidamente.
Con su venganza ahora completa, Jim se transforma y se aleja con calma cuando llega la policía. La película termina con Jim narrando que su trabajo es erradicar el mal, que él es la justicia y que es el espectro.

## Reparto
- Gary Cole como Jim Corrigan/ El Espectro[2]
- Alyssa Milano como Aimee Brenner[2]
- Jeff Bennett como Foster Brenner,[2] Peter McCoy,[2] Flemming[2]
- Rob Paulsen como Drew Flynn,[2] Lt. Brice,[2] Deandre[2]
- Jon Polito como el Capitán de la Policía[2]